# Loppem
Loppem is een dorp in de Belgische provincie West-Vlaanderen en sinds 1977 een deelgemeente van Zedelgem. Voordien was het een zelfstandige gemeente. Het bevindt zich net ten zuiden van de Brugse agglomeratie.

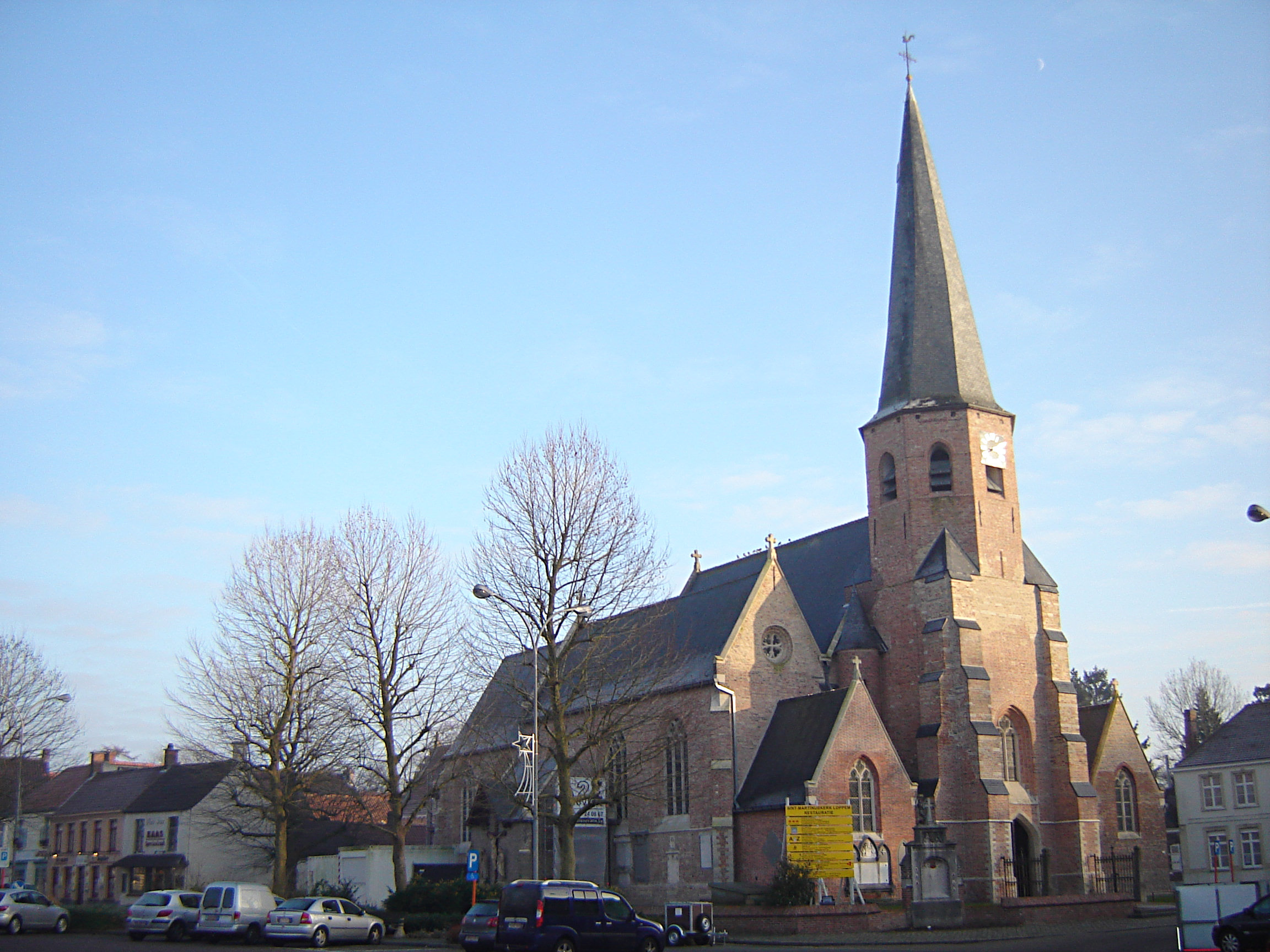
Dorpscentrum met Sint-Martinuskerk

## Geschiedenis
Een oude vermelding van de naam Lophem vindt men al terug in een oorkonde uit 1108. In oktober 1918, tijdens de bevrijding na de Eerste Wereldoorlog, vestigde koning Albert I zich op het kasteel van Loppem. Op 21 november 1918 stichtte hij er 'de regering van Loppem', de eerste regering van nationale eenheid waar socialisten, liberalen en katholieken samen zaten, die grote hervormingen besliste (Akkoord van Loppem) : Algemeen enkelvoudig stemrecht (voor alle mannen boven 21 jaar), erkenning van de vakbonden, universiteit in Gent in het Nederlands.
Tijdens de Achttiendaagse Veldtocht (WO II) verbleef ook koning Leopold III in Loppem, in het Wit Huis (18-25 mei 1940).

## Demografische ontwikkeling
- Bronnen:NIS, Opm:1831 tot en met 1970=volkstellingen; 1976 = inwoneraantal op 31 december

## Bezienswaardigheden
- Sint-Martinuskerk (met achthoekige torenspits)
- Kasteel van Loppem, neogotisch, met kasteelpark en doolhof (1873). Beschermd monument.[1]
- Kasteel Baesveld, neorenaissance
- Kasteel Lisbona
- Kasteel Emmaüs
- Vijverskasteel
- Priorij van Onze-Lieve-Vrouw van Bethanië
- De Herberg Heidelberg was een tolhuis van de Torhoutsesteenweg
- Kunsthalle Lophem, een van de drie erkende kunstencentra in Vlaanderen, geleid door curator Roland Patteeuw

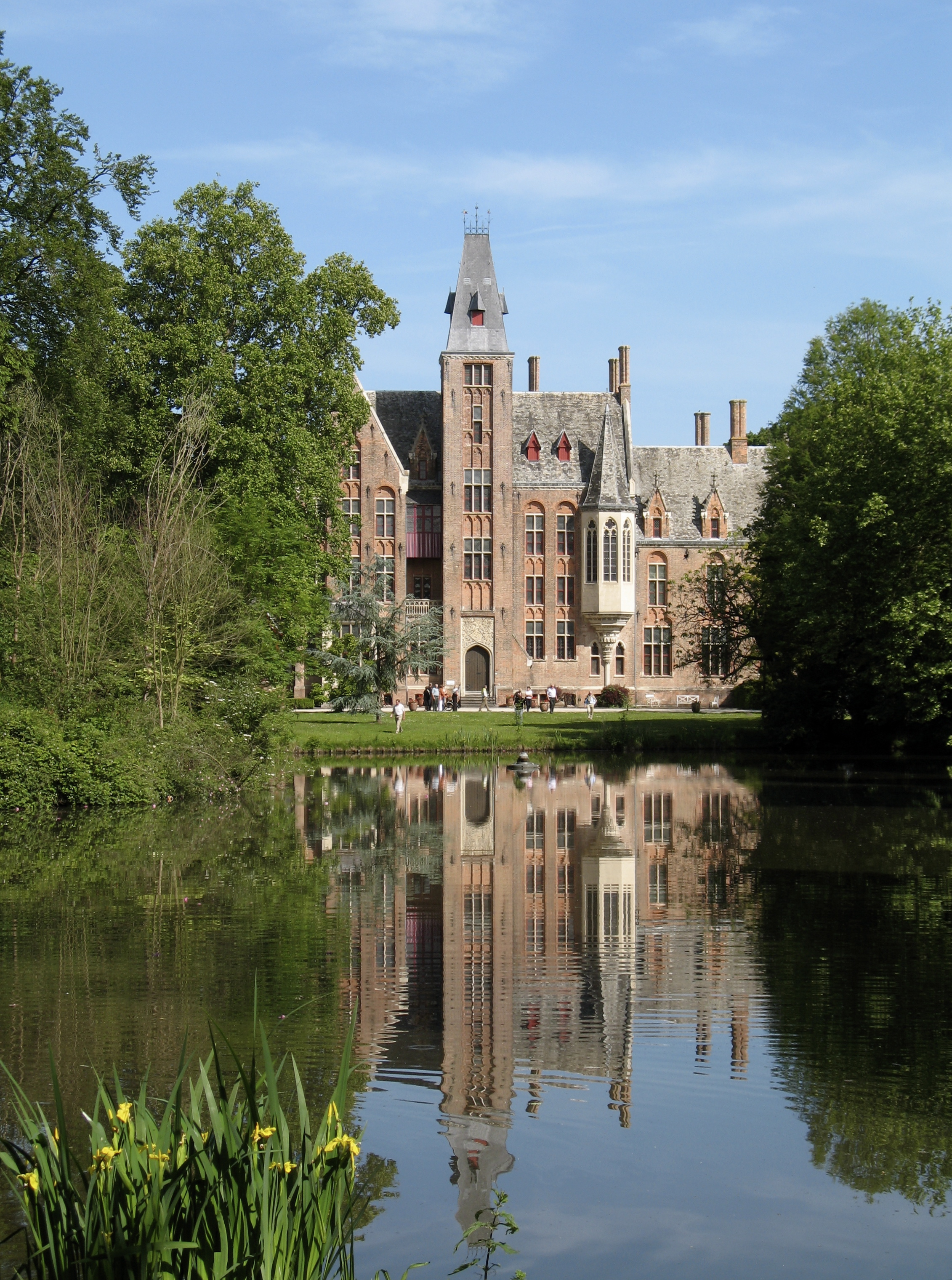
Kasteel van Loppem

## Natuur en landschap
Loppem ligt in Zandig Vlaanderen op een hoogte van ongeveer 8 meter. Er zijn veel kastelen met landgoed. De belangrijkste beek is de Kerkebeek waarin ter hoogte van Loppem de Rollegembeek uitmondt. Deze beken stromen in noordelijke richting.

## Politiek
Tot de gemeentelijke fusie van 1977 had Loppem een eigen gemeentebestuur en burgemeester.

## Geboren
- Jean van Caloen (1884-1972), lid Belgische adel

## Nabijgelegen kernen
Oostkamp, Sint-Michiels (Brugge), De Leeuw, Zedelgem